# 劉有年
劉有年（？—？），字大有，湖廣辰州府沅州（今湖南省芷江侗族自治縣）人，明朝政治人物。

## 生平
洪武年間，以明經選為州儒學訓導，擢監察御史，出為廣西太平府知府，升交趾按察司僉事。